# Яркишлак
Яркишлак (узб. Yorqishloq / Ёрқишлоқ) — посёлок городского типа, расположенный на территории Джалалкудукского района Андижанской области Республики Узбекистан.

Статус посёлка городского типа с 2009 года.